# Философия нагуа
Философия науа — философия коренных народов Мезоамерики в XV и XVI веках, объединенных узами языка науатль, таких как ацтеки, тецкоканцы, чолултеки, тлакскалтеки и др.

## Исторические источники
Первые исторические исследования нагуасской культуры были произведены испанскими миссионерами-монахами. Особенно ценен вклад Фрая Бернардино де Саагуна, подробно записавшего на языке науатль знания, преподававшиеся в школах Калмекак, полученные из уст самих индейцев. Саагун следовал самому строгому методу антропологической науки. Он составил список основных вопросов, отобрал самых надёжных информаторов: старцев, воспитывавшихся во времена древней империи, и просил их отвечать в самой обычной для них форме — посредством рисунков; при этом он старается вызвать повторение одних и тех же понятий, но различными оборотами и словами.
Другим источником сведений является книга 1524 года «Беседы и христианская доктрина, с помощью которой двенадцать монахов Святого Франциска, посланные папой Андрианом Шестым и императором Карлом Пятым, обращали в свою веру индейцев Новой Испании». Книга содержит высказывания мудрецов нагуа в защиту своих мнений и верований.
Многие сведения почерпнуты из коллекции «Мексиканских песен», рукопись коллекции относится к семидесятым годам XVI века, а также из дидактических бесед или наставлений для внушения идей и моральных принципов как детям в Калмекак или в Телпочкалли, так и взрослым по случаю чьего-либо бракосочетания, рождения или смерти, впервые опубликованных под названием «Гуэгуэтлатолли, документ А» доктором Анхела М. Гарибай К.
Существуют и другие источники нагуаской культуры: рукописи на языке науатль и других языках, кодексы, произведения искусства, такие как Камень Солнца (ошибочно называемый Ацтекским календарём) и скульптура Коатликуэ (в юбке из змей).
Исследованиями культуры и философии нагуа занимались Карлос де Сигуэнса-и-Гонгора, Джованни Ф. Джемелли Каррери, Хуан Хосе де Эгиара-и-Эгурен, Лоренсо Ботурини Бенадучи, Франсиско Хавьер Клавихеро, Дон Мануэль Ороско-и-Берра, Дон Алфредо Чаверо, первый историк философии Мексики Дон Эметерио Вальверде Тельес, представители «немецкой школы» и другие.

## Учёные и лжеучёные

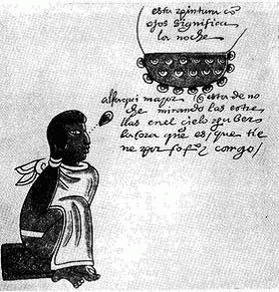
Тламатини, наблюдающий звезды («Мендосский кодекс»)

Философов на языке науатль называли тламатини, что переводится как «тот, кто знает кое-что» или «тот, кто знает нечто». Существует много записей о самих философах, характеризующих их как «большой факел, который не дымит», мачицтли — «владеющий знанием», теихтламачтиани — «тот, кто обогащает или передаёт что-то другому», тетецкавиани — «ставящий зеркало другим» и множество других однозначно указывающих, что в нагуаской культуре существовало близкое к нашему понятие Философ. Философам было поручено составлять, рисовать, знать и обучать песням и поэмам, в которых хранились их науки.
Существовало, так же, и понятие софиста или лжеучёного — амо кали тламатини. И тот и другой стремятся воздействовать на людей, обучая: один — истине, другой, как колдун, «закрывает вещи», «заставляет людей гибнуть, все таинственно уничтожает».
Согласно верованиям нагуа, философы были «обречены знать», размышляя и испытывая непреодолимое желание исследовать и познать потусторонность.

## Космологические идеи
Неужели правда, что мы живем на земле?

На земле мы не навсегда: лишь на время.

Даже яшма дробится,

даже золото разрушается,

даже перья кетцала рвутся,

на земле мы не навсегда: лишь на время.
Рассматривая проблему о фундаменте или основе мира философы нагуа задавали два вопроса:
- Что все-таки сохраняется?
- Чем является то, что хорошо кончается?

Будучи уверенными в том, что мир, в котором даже «золото и яшма разрушаются», более похож на сон и сам по себе не обладает той основой, которую они искали, тламатиниме попытались найти её в области метафизики. Ответы на вопросы, касающиеся происхождения и основы мира и вещей, сформулированы в одном старом рассказе из «Анналов Куаутитлана» (Anale.s de Cuauhtitlan). Решение вопроса символически приписывается Кетцалькоатлю — богу, герою толтекской культуры.
Опорой земли считался бог Ометеотль — двойственное начало, открытое в результате долгого размышления и символически отображённое в образе Кетцалькоатла. Ометеотль (бог дуальности) в своей двойственной женско-мужской форме: тлалламанак «дает основу земле» и тлалличкатл «одевает землю хлопком (облаками)».
Омейокан (место дуальности), находящееся выше «девяти перекладин», образующих небеса.
Ометеотль — старый бог Гуэгуэтеотл, как его иногда называют, не одинок перед Вселенной. В силу своей основной созидательной функции он является «матерью и отцом богов». Он породил четырёх сыновей, изображаемых разными цветами — красным, черным, белым и голубым и отождествляемых с естественными элементами, сторонами света и периодами времени, находящимися под их влиянием.
- Красный Тескатлипока идентифицируется с востоком;
- Черный Тескатлипока связан с ночью и областью мертвых, расположенной к северу;
- Белый Тескатлипока (ночь и ветер) связан с западом, областью плодородия и жизни;
- Голубой Тескатлипока связан с югом, областью, которая находится слева от Солнца;

Через шестьсот лет после рождения четыре бога-брата создали огонь, половину солнца, мужчину и женщину, дни и разделили их на месяцы, дав каждому месяцу 20 дней, и таким образом получилось 18 месяцев и 360 дней в году. Потом они создали женатую пару богов ада, небеса, вплоть до тринадцатого, и воду, в которой вырастили большую рыбу из которой сделали землю.

## Метафизико-антропологические воззрения
Потусторонним (трансцендентным) миром является Миктлан. Именно оттуда бог и герой Кецалькоатль добывает материал для создания первых людей (масегуалы). Тотальная дуальность мира приводит к тому, что даже у Кецалькоатля есть нагуаль (двойник, альтер эго). У людей есть своя судьба (тоналли).

## Этические воззрения
Леон-Портилья истолковывает культовую практику ацтеков посредством утилитарной этики. "Для тламатиниме добро — это ин куаллотл ин йекйотл (выгодность и правильность)". Понятие ин куаллотл производно от глагола куа - есть, кушать, потреблять еду, отсюда его также можно перевести как приемлемость. Однако по воззрениям ацтеков "Солнцу необходима кровь", поэтому "Цветочные войны" и "кровавые жертвы" мыслились способствующими поддержанию и сохранению космического порядка. Одним из главных пороков нагуа считалась жадность (тлакацолйотл), суть которой в "нарушении самоконтроля" и "избыточном владении".

## Эстетические воозрения
Леон-Портилья также приводит пример идеала художника (тлакуило) у ацтеков, которые "исправляют вещи, делая их нарядными". При этом он должен получать наслаждение от своего труда и быть спокойным. Среди художеств или искусств ацтеков выделялись поэзия, танец, керамика, изготовление изделий из перьев.